# Luís Pimenta de Morais
Luís Pimenta de Morais (? - ?) foi administrador colonial português e governador do Grão-Pará de 8 de dezembro de 1655 a agosto de 1656.